# Acheron
Acheron (także Acheront; gr. Ἀχέρων Achérōn, łac. Acheron) – w mitologii greckiej uosobienie rzeki w Hadesie.
Jedna z pięciu rzek Hadesu. Zwana rzeką smutku, choć Acheron znaczy „Lament”. Posiada dwa dopływy: Pyriflegeton („Palący jak ogień”) i Kokytos („Oskarżony”). Pozostałe rzeki Hadesu to Styks i Lete („Zapomnienie”).

## W literaturze
W Boskiej komedii Dantego, zapożyczony z mitologii Acheront jest rzeką w Piekle, oddzielającą Przedpiekle od właściwych kręgów piekielnych. Charon przewozi przez nią dusze potępione, a także Dantego i Wergiliusza.

## W Grecji współczesnej
Z Acheronem opisanym w mitologii wiązana bywa grecka rzeka Acheron (w aktualnym języku nowogreckim Αχέροντας - Acherontas), o bardzo wysokich walorach widokowych.